# Nebetah
Nebetah (Tebe, 1370/1360 a.C. circa – ...) è stata una principessa egizia della XVIII dinastia.

## Biografia
Nebetah, il cui nome significa "Signora del Palazzo" (che era anche un frequente titolo regale, così come il nome della sorella Henuttaneb), era una delle figlie del faraone Amenofi III, della XVIII dinastia, e della Grande sposa reale Tiy. Era quindi sorella di Akhenaton, oltre che del principe ereditario Thutmose, premorto al padre. 

Fu probabilmente una delle figlie più giovani della coppia reale, dal momento che non è stata individuata sui monumenti in cui compaiono le sue sorelle maggiori (le principesse Iside e Henuttaneb). Compare però su in un colosso dei suoi genitori rinvenuto a Medinet Habu: questa enorme statua di gruppo, alta 7 metri, mostra Amenofi III e la regina Tiy seduti uno accanto all'altra e 
A differenza della sorelle Sitamon e Iside, Nebetah non fu elevata al rango di regina, e il suo unico titolo conosciuto è quello di "Figlia del re-che lui ama" (titolo usuale per le principesse). Questo dettaglio, unito al fatto che il suo nome scompare dalle fonti successive alla morte di Amenofi III, ha portato all'ipotesi che sia morta in giovane età. Un tempo si speculava che avesse mutato nome nel corso della riforma atonista di Akhenaton, essendo quindi da identificare con la principessa Baketaton, assente dalle fonti antecedenti all'ascesa di Akhenaton al trono.